# Tetraneuris
 Tetraneuris  Greene, 1898 è un genere di piante angiosperme dicotiledoni della famiglia delle Asteraceae, sottofamiglia Asteroideae, tribù Helenieae e sottotribù Tetraneurinae.

## Etimologia
Il nome del genere deriva da due parole greche "tetra" (= quattro) e " neuron" (= nervo) e fa riferimento alla venatura delle corolle dei fiori.
Il nome scientifico del genere è stato definito dal botanico Edward Lee Greene (1843-1915) nella pubblicazione " Pittonia; a Series of Papers Relating to Botany and Botanists. Berkeley, CA" ( Pittonia 3(18): 265 ) del 1898.

## Descrizione

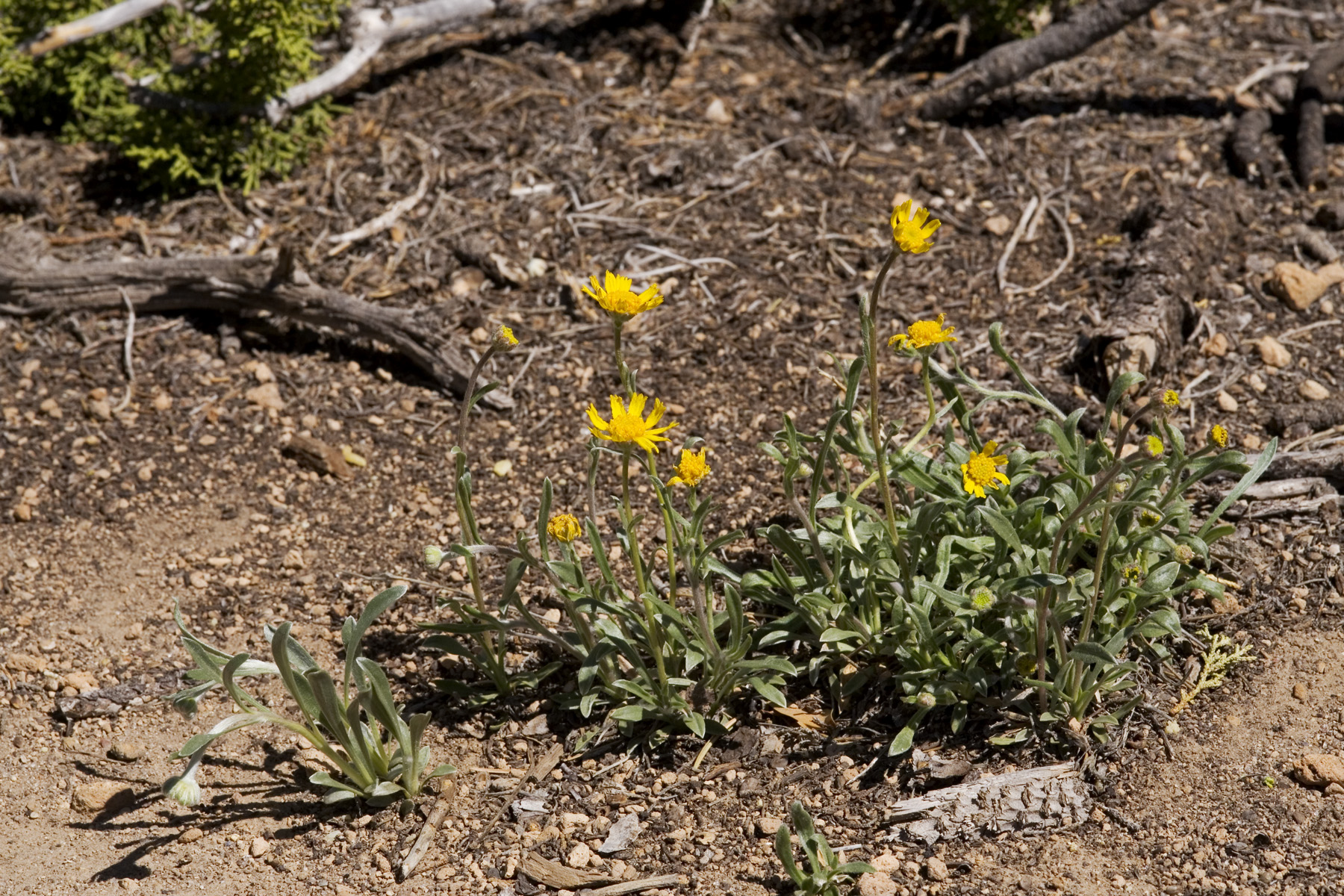
Il portamento
Tetraneuris argentea

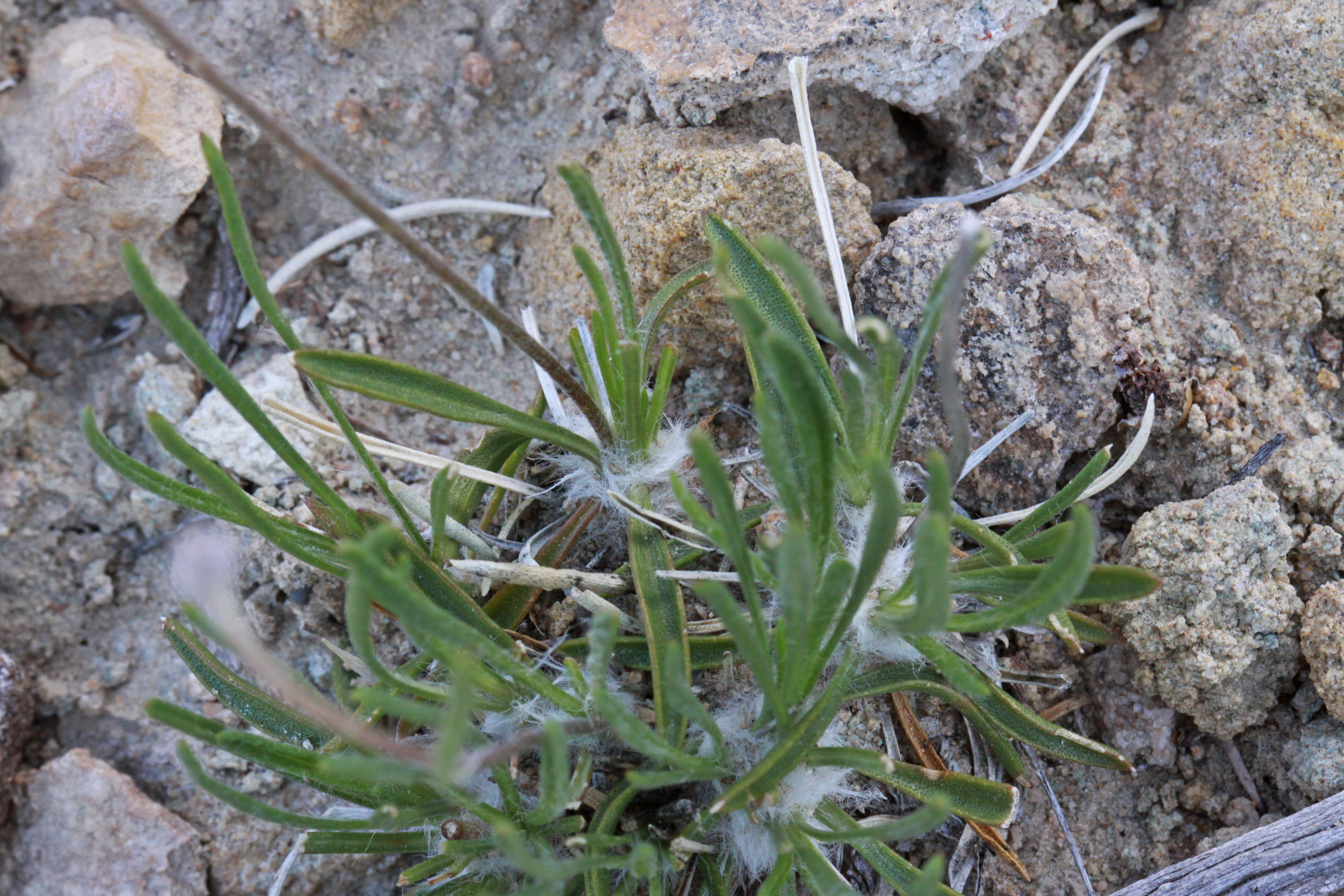
Le foglie
Tetraneuris ivesiana

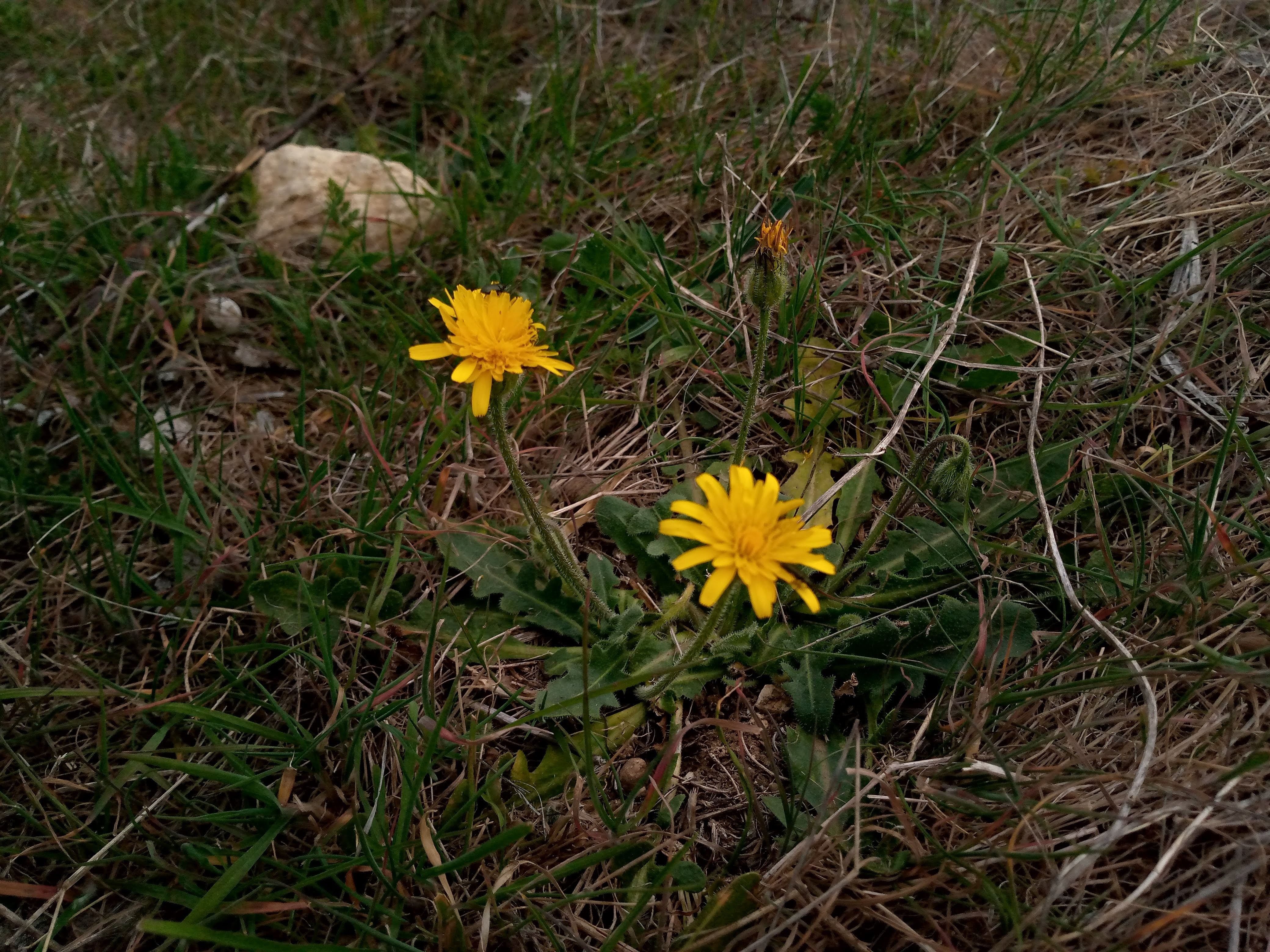
Infiorescenza
Tetraneuris scaposa

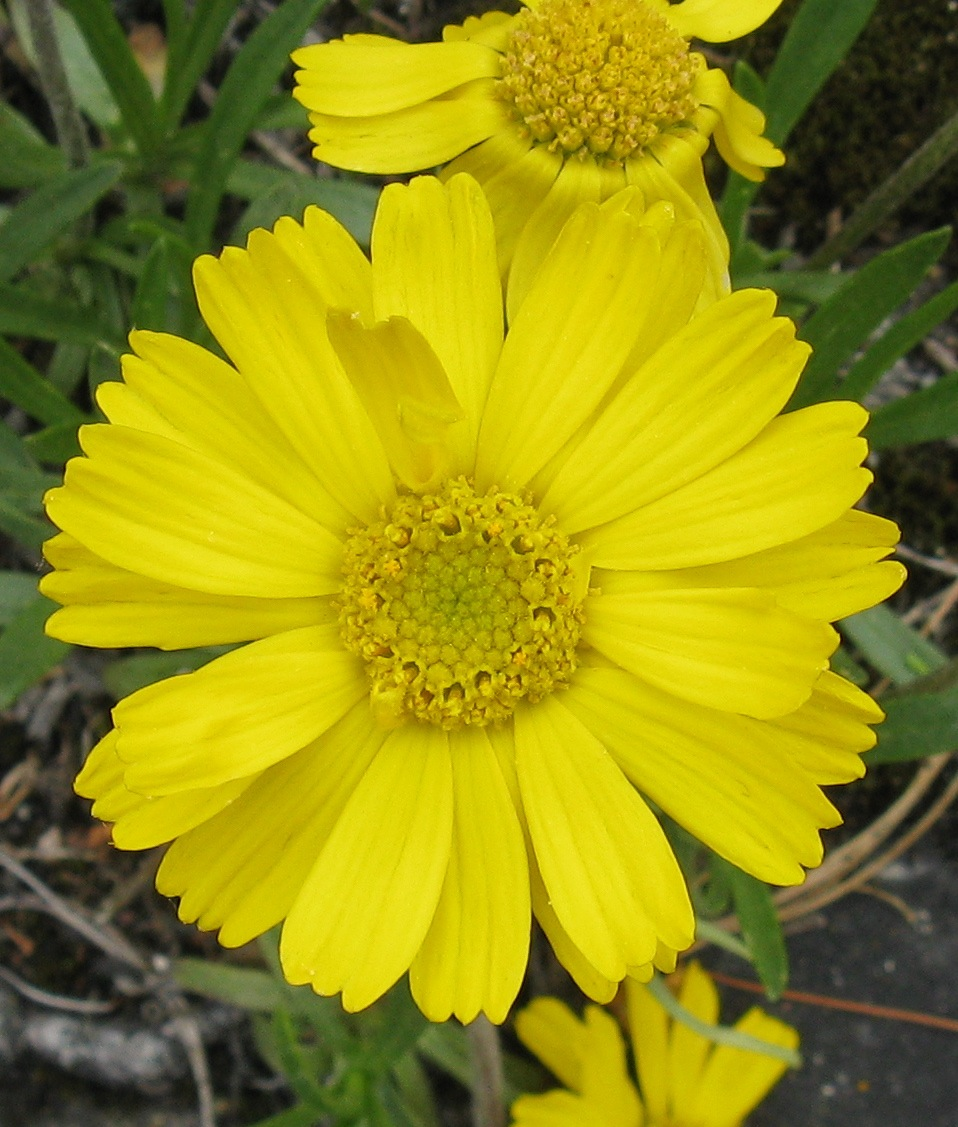
I fiori
Tetraneuris herbacea

Portamento. Le specie di questo genere hanno un ciclo biologico annuale o perenne; l'habitus è erbaceo, talvolta cespitoso. In alcune specie le radici principali sono legnose. Sono inoltre piante senza lattice.
Fusto. La parte aerea in genere è eretta o prostrata (piante acaulescenti), semplice o ramosa. Altezza media: 5-50 cm.
Foglie. Le foglie possono essere sia basali che cauline (picciolate o sessili) e sono a disposizione alterna. Spesso formano dei raggruppamenti basali. Le forme sono perlopiù intere da lineari (o filiformi) a lanceolate, glabre o pelose.
Infiorescenza. Le sinflorescenze sono sia lungamente scapose che composte da diversi capolini  raccolti in formazioni aperte, o in sinflorescenze  corimbose. Le infiorescenze vere e proprie sono composte da un capolino terminale peduncolato o sessile (acaule) di tipo generalmente radiato (o discoidi). I capolini sono formati da un involucro, con forme da campanulate a emisferiche, composto da diverse brattee, al cui interno un ricettacolo fa da base ai fiori di due tipi: fiori del raggio e fiori del disco. Le brattee (da 11 a 60), sono piatte, a consistenza erbacea talvolta con margini scariosi, con forme variabili da strettamente ellittiche a lanceolate e sono disposte in modo più o meno embricato su 3 serie. Il ricettacolo è privo di pagliette a protezione della base dei fiori; la forma del ricettacolo varia da piatta a convessa. Dimensione delle brattee: 6-20 mm.
Fiori.  I fiori sono tetra-ciclici (formati cioè da 4 verticilli: calice – corolla – androceo – gineceo) e pentameri (calice e corolla formati da 5 elementi). Si distinguono in:
- fiori del raggio (esterni): (0, 7-27) sono femminili e fertili, sono disposti su una o più serie; la forma è ligulata (fiori zigomorfi);
- fiori del disco (centrali): (20-250) sono ermafroditi e fertili con forme tubolari (fiori attinomorfi.

- Formula fiorale:

*/x K {\displaystyle \infty }, [C (5), A (5)], G 2 (infero), achenio 
- Calice: i sepali del calice sono ridotti ad una coroncina di squame.

- Corolla:

- fiori del raggio: la forma della corolla alla base è più o meno tubulosa-imbutiforme, mentre all'apice è ligulata; la ligula può terminare con 3 denti; i colori sono giallo e giallo-arancio;
- fiori del disco: la forma è tubulare/campanulata bruscamente divaricata in 5 lobi; i lobi, patenti o eretti, hanno una forma deltata o più o meno lanceolata; i colori sono giallo e giallo-bruno. Sono presenti cellule sclerificate.

- Androceo: l'androceo è formato da 5 stami sorretti da filamenti generalmente liberi; gli stami sono connati e formano un manicotto circondante lo stilo; le teche, produttrici del polline, alla base sono troncate. Le appendici delle antere sono ovate; le cellule delle appendici sono per lo più sclerificate. Il tessuto endoteciale, rivestimento interno dell'antera, è quasi sempre polarizzato con due superfici distinte: una verso l'esterno e una verso l'interno. Il polline è sferico con un diametro medio di circa 25 micron;  è tricolporato con tre aperture sia di tipo a fessura che tipo isodiametrica o poro ed è echinato con punte sporgenti e divergenti.

- Gineceo: l'ovario è infero uniloculare formato da 2 carpelli. Lo stilo, il recettore del polline, è profondamente bifido con due stigmi divergenti, troncati e con le linee stigmatiche marginali separate e parallele. I due bracci dello stilo hanno una forma da lanceolata a deltoide e possono essere papillosi o ricoperti da ciuffi di peli.

Frutti. I frutti sono degli acheni con o senza pappo. L'achenio ha una forma obconica o obpiramidale con al massimo 10 coste longitudinali; la superficie è glabra o densamente pubescente (sericea). Il pappo è formato da 4-8 scaglie acuminate e aristate. Dimensione degli acheni: 1,5-4 mm.

## Biologia
Impollinazione: l'impollinazione avviene tramite insetti (impollinazione entomogama tramite farfalle diurne e notturne).

Riproduzione: la fecondazione avviene fondamentalmente tramite l'impollinazione dei fiori (vedi sopra).

Dispersione: i semi (gli acheni) cadendo a terra sono successivamente dispersi soprattutto da insetti tipo formiche (disseminazione mirmecoria). In questo tipo di piante avviene anche un altro tipo di dispersione: zoocoria. Infatti gli uncini delle brattee dell'involucro (se presenti) si agganciano ai peli degli animali di passaggio disperdendo così anche su lunghe distanze i semi della pianta. Inoltre per merito del pappo (se presente) il vento può trasportare i semi anche a distanza di alcuni chilometri (disseminazione anemocora).

## Distribuzione e habitat
Le specie di questo genere sono distribuite in USA occidentali e Canada.

## Sistematica
La famiglia di appartenenza di questa voce (Asteraceae o Compositae, nomen conservandum) probabilmente originaria del Sud America, è la più numerosa del mondo vegetale, comprende oltre 23.000 specie distribuite su 1.535 generi, oppure 22.750 specie e 1.530 generi secondo altre fonti (una delle checklist più aggiornata elenca fino a 1.679 generi). La famiglia attualmente (2021) è divisa in 16 sottofamiglie; la sottofamiglia Asteroideae è una di queste e rappresenta l'evoluzione più recente di tutta la famiglia.

### Filogenesi
Il gruppo di questa voce è descritto nella sottotribù Tetraneurinae caratterizzata da brattee erette all'antesi, da venature delle corolle che s'incontrano agli apici dei lobi e dalle appendici delle antere ricoperte da tricomi ghiandolari sulla faccia abassiale.
Nell'ambito filogenetico della sottotribù Tetraneuris si trova nel "core" del gruppo e insieme al genere Amblyolepis forma un "gruppo fratello".
I caratteri distintivi del genere sono:
- il portamento delle piante, lanose, è scaposo;
- le foglie sono intere;
- i fiori del raggio sono 7-27, quelli del disco 20-200;

Il numero cromosomico delle specie di questa voce è: 2n = 28 e 30.

### Elenco delle specie
Questo genere ha 9 specie:
- Tetraneuris acaulis Greene
- Tetraneuris argentea  Greene
- Tetraneuris herbacea  Greene
- Tetraneuris ivesiana  Greene
- Tetraneuris linearifolia  Greene
- Tetraneuris scaposa  (DC.) Greene
- Tetraneuris torreyana  (Nutt.) Greene
- Tetraneuris turneri  (K.F.Parker) K.F.Parker
- Tetraneuris verdiensis  R.A.Denham & B.L.Turner